# Bukit Angkup
Bukit Angkup är en kulle i Indonesien.   Den ligger i provinsen Aceh, i den västra delen av landet, 1 600 km nordväst om huvudstaden Jakarta. Toppen på Bukit Angkup är 873 meter över havet.
Terrängen runt Bukit Angkup är huvudsakligen platt. Bukit Angkup är den högsta punkten i trakten. Runt Bukit Angkup är det ganska glesbefolkat, med 47 invånare per kvadratkilometer. I omgivningarna runt Bukit Angkup växer i huvudsak städsegrön lövskog.